# アレクセイ・ブルシーロフ
アレクセイ・アレクセーヴィチ・ブルシーロフ（ロシア語: Алексей Алексеевич Брусилов, ラテン文字転写: Aleksei Alekseevich Brusilov, 1853年9月1日（ユリウス暦8月19日） - 1926年3月17日）は、ロシア帝国・同共和国・ソビエト連邦の軍人。騎兵大将。第一次世界大戦時のブルシーロフ攻勢の指揮者。

## 経歴
貴族幼年学校、ニコラエフスク騎兵学校を卒業した。露土戦争と第一次世界大戦に従軍した。
1914年、南西戦線の第8軍司令官に就任した。1916年2月には、南西戦線総司令官に就任した。1916年5月、ブルシーロフ攻勢として知られる大規模な攻勢を指揮。攻勢は100日以上に及びロシア軍にも約50万人の死傷者が出たが、オーストリア＝ハンガリー帝国軍の将兵40万8千人を捕虜とし、火砲581門、機関銃1,795挺を鹵獲した。この戦果にロシアの新聞は、ブルシーロフを国家の英雄だと称えた。
1917年5月 - 6月、臨時政府の下でロシア軍最高司令官に就任。戦争の継続を支持し、脱走兵に対して死刑を適用する命令を下達した。6月、ケレンスキー攻勢を指揮するが、厭戦状態の兵士達が戦闘を放棄したため、攻勢は失敗。臨時政府は、彼をラーヴル・コルニーロフと交代させた。
ブルシーロフは、妻と共にモスクワに帰ったが、もはや誰も関心を示さず、十月革命を自宅で迎えることになった。11月2日、赤衛隊が放った砲弾の1 発がブルシーロフのアパートに当たり、彼は長い軍歴で初めて負傷した。
かつて名声のあったブルシーロフは、外国人に注目され始めた。イギリスの外交官（諜報員）ロッカートは、負傷したブルシーロフを何度も見舞った。チェーカーは、イギリス人がブルシーロフに白軍の指導者になるよう提案した手紙を入手し、彼をクレムリンの営倉に幽閉した。妻のナジェージュダは夫のために何度も陳情し、最終的にフェリックス・ジェルジンスキー自身が介入して釈放された。
ポーランド・ソビエト戦争が始まった時、ブルシーロフは赤軍にいた。これは、昔の戦友達の要請と、息子が赤軍騎兵隊で戦い、デニーキン軍の捕虜となって銃殺されたためだった。ブルシーロフは、共和国軍総司令官附属特別会議議長に就任することに同意した。しかし、後に恩赦を約束されていたヴランゲリ軍将兵が容赦なく銃殺されたことを知って深く後悔し、信仰の世界に深くのめり込むことになった。ソ連結成後の1924年に退役し、その2年後、モスクワで死去した。